# Casa-Museu Azorín
La Casa-Museu Azorín situada en la localitat de Monòver (Vinalopó Mitjà, País Valencià), va ser la residència de la família Martínez Ruiz a Monòver des de 1876. Pertany a l'actual Fundació Caixa Mediterrani.
És un edifici de tres plantes que alberga al seu si una exposició d'objectes i estris d'Azorín, així com la biblioteca de l'escriptor, formada per un fons bibliogràfic de 14.000 volums, alguns d'ells del segle xvi, i la correspondència del mateix.
Amb el temps s'ha convertit en imprescindible per tots aquells que estudien l'obra d'Azorín i per als interessats en la lectura o consulta dels periòdics monovers, microfilmats tots ells, o els llibres que conté.
A més, edita anals "azorinians", coedita algunes publicacions i organitza el Col·loqui Internacional de la Universitat de Pau (França).